# Бенні Андерсен
Бенні Аллан Андерсен (7 листопада 1929, м. Вангеде, 16 серпня 2018, м. Соргенфрі) — данський поет, лірик, письменник, композитор та піаніст. Автор численних збірок віршів, оповідань, романів, есе, дитячих книжок та телевізійних і театральних вистав. В 1985 отримав нагороду «Рідна мова» (Modersmål-Prisen), а також сам вручав нагороди імені Бенні Андерсена. З 2004 р. почесний митець в м. Остермаріє, де в честь його імені названо вулицю (Больдгеде ім. Бенні Андерсена).
В Данії Бенні Андерсен є одним з найпопулярніших поетів — пісенників. Поет майстерно володів данською мовою, використовуючи в своїх роботах гру слів та інші види словесних ігор. Його роботам притаманні гумор, хибні точки зору та несхвалення данців їхню за подвійну мораль.
Бенні Андерсен також відомий за свою довготривалу співпрацю з Поулем Діссінгом.
Перша збірка віршів «Музикальний Вугор» вийшла друком в 1960 р. «Пісні Сванте» — найвідоміша збірка, яка викликала найбільше захоплення серед данців. Його «Зібрані Вірші 1960—1996» видана друком в 130.000 екземплярах була на той час наймасовішим видавництвом віршів в Данії.
Член Данської Академії з 1972.

## Біография

### Дитинство
Бенні Андерсен виріс в робітничій сім'ї в скрутних умовах. Батько Бенні працював муляром, і попри тяжке матеріальне становище та 12 переїздів сім'ї за перших чотири роки життя малого Бенні, його батьки намагалися зробити все можливе, аби Бенні зі своїм меншим братом розвивалися у тому напрямку, який їх цікавив. Батьки купили фортепіано і Бенні навчився грати до того, як йому виповнилося десять років. З ранніх років Бенні захопився читанням. Він навчився читати ще перед тим як стати школярем, і за період навчання в школі прочитав численні роботи таких письменників як Сартр, Пруст та Кафка.
Пізніше Б. Андерсен розповідав, що його захоплення літературою ймовірно зумовлювалося пошуками власної унікальної ідентичності. Бенні усвідомлював, що серед грубих хлопців зі школи йому не було місця. Він сприймав себе радше як за інтелектуальну та чуттєву особистість, і тому зайнявся пошуками свого власного шляху: «Я часто читав якісь сумнівні тексти на мові оригіналу, і до деяких з них я більше ніколи не повертався. Мало не зі страху. В мене був період Кафки і період Достоєвського. Я прочитав всі ті гнітючі роботи, вони були майже небезпечні за своїм змістом, все було таким сюрреалістичним… Вважаю, це було моє молоде, невизначене я, яке намагалось знайти свою ідентичність. Я прагнув бути особливим. Пам'ятаю, як якось знайшов в словнику слово „особливий“, що означало унікальний. Воно в мені відгукнулось: унікальний! Це було саме те, ким я так хотів стати».

### Юність
Бенні Андерсен залишив школу після сьомого класу, і став листоношею. Через два роки почав працювати в рекламному бюро, але більше цікавився хроніками газет, ніж рекламами. Бажаючи вивчати літературу, записався на курси для здобуття базової середньої освіти з метою вступу до гімназії. Отримавши атестат про повну середню освіту, Бенні пішов на вечірні курси в Академічні студентські курси на Ньорребро, одночасно працюючи на повну ставку в рекламному бюро і підпрацьовуючи піаністом в школі танців.
В одній докладній книзі-інтерв'ю 2008 року, Бенні розповів, що то були дуже важкі часи: «На навчання приходили люди, які падали з ніг від виснаження, оскільки ввечері ми вчилися, а вдень ходили на роботу, до того ж ми записалися на вивчення більшої кількості предметів, ніж звичайні гімназисти. В той час я повністю занурився в роботу, читання та навчання, весь час мені треба було кудись бігти (з одного місця в друге). Я сильно не досипав і став таким перенапруженим, що відповідаючи на телефонні дзвінки, почав заїкатися. Під кінець мене повністю усунули від телефонних дзвінків в рекламному бюро.»
Проте, саме на вечірніх курсах Бенні Андерсен зустрів Сіне Пельснер, яка згодом стала його першою дружиною. Сіне захоплювалася поезією, і в спробі справити на дівчину враження та завоювати її серце, Бенні вирішив писати вірші. Перші спроби пера були успішними і Бенні з Сіне почали зустрічатися. Після чого Бенні Андерсен вирішив, що має видати цілу збірку віршів, аби ще більше сподобатися дівчині.

### Відмова з видавництва
У молодого подружжя була спільна мрія навчатися далі, але від важкого навчання на вечірніх курсах у Сіне стався нервовий зрив і молодятам довелося відмовитись від мрії вивчати літературу в університеті.
Натомість в 1948 р. Б. Андерсен поїхав до міста Есбєрг, де отримав роботу піаніста в барі, аби забезпечити свою сім'ю. Там він також розпочав інтенсивну літературну діяльність і протягом двох років працював над великою збіркою оповідань та віршів. Після Есбєрга почав працювати гастролюючим піаністом, виступаючи в численних містах, включно м. Упсала. Після ще одного року роботи над віршами, Бенні надіслав їх до видавництва Гульдендаль, але отримав відмову. Надіславши збірку своїх оповідань до інших видавництв та отримавши відмову, впав у відчай. Б. Анднрсен наполегливо працював над своїми творами впродовж трьох років, одночасно багато працюючи піаністом, але всі його спроби вийти друком було відхилено: «Спочатку я розчарувався та зневірився. Гадаю, мені також стало соромно. На той час я дуже багато працював і грав в Ютландії та в Норвегії, і почуваючись там вкрай самотнім, я просто впав в депресію, про яку толком і не мав з ким поговорити. Чи мало часу провів я в малих комірчинах та кімнатах в Норвегії… Я доклав доволі багато зусиль для написання цих робіт, і відтворивши їх голові, я відчув, що я ні на що не здатний. Я сумнівався, чи була моя творча робота достатньо високої якості… Я не знав точно, що мені робити зі своїм життям, і не міг зрозуміти, ким я був. Чи варто мені грати чи пробувати писати далі?»
Спершу Б. Андерсен повністю перестав писати. Він перебував в депресивному стані, але в проміжках між приступами депресії почав більше спілкуватися з людьми і менше думати про літературне мистецтво. Якось під час подорожі в потязі після трирічної перерви Б. Андерсен знову почав писати. Нові спроби стали результатом 22-х віршів надрукованих в часопису «Пшениця», а взимку 1959 р. Бенні Андерсену зателефонував видавець Ярл Борген з пропозицією видати збірку його віршів. Збірка «Музикальний Вугор» стала дебютною (1960).

### Визнання
Читачі дуже гарно сприйняли дебютну збірку Б. Андерсена, яка також отримала високу оцінку газети БТ: «Формулювання сповнені найсміливіших коротких замикань», та з газети Даубладет Політікен, де Том Крістенсен зазначив, «що дебютант створив свій абсолютно власний стиль».
Бенні Андерсен продовжував грати на піаніно, але через рік, за спонуканням Клауса Ріфб'ерга, вирішив спробувати посвятити себе письменницькій діяльності. На той момент він інтенсивно працював: «Я прихильних суворої самодисципліни, і я робив ось що — закривався в себе в кабінеті, завішував вікна, казав, щоб мене ніхто не турбував, і починав працювати. Так працюю я щодня. Я не чекаю, поки до мене прийде натхнення. Замість цього у мене з самим собою на кожний ранок контракт: на папері щось має бути написано. Любителі сидять і чекають, поки на них зійде натхнення, а професіонал каже сам до себе: зараз я сідаю за роботу і починаю творити».
Невпинна праця стала результатом двох наступних збірок віршів «Камера з доступом на кухню» і «Внутрішня частина котелка» (1962) (1964). Обидві збірки принесли автору комерційний успіх і похвалу критиків. Читачі високо оцінили обидві збірки, а збірку «Внутрішня частина котелка» було продано в 31.000 екземплярах протягом двох років. Здобувши всенародне визнання, поет почав здійснювати читацькі турне і давати інтерв'ю.

### Плодотворний період творчості
Найпродуктивніший період творчості Бенні Андерсена настав після 1964 р. Він написав збірку оповідань «Подушки», сценарії радіо та телевізійних спектаклів, дитячі книжки «Нікке Нікке Намбо» та «Сньовсен», а також далі працював над віршами. Пізніше він розповідав: « В мене майже виникла проблема з надмірністю… Раптом усі мої чорновики були списані до країв. І весь час потрібно було ще щось писати. Були такі періоди, коли я навіть не міг згадати сторінки, на якій я зупинив свою роботу. Під таким великим тиском перебувала моя письменницька діяльність.»
В 1972 році Бенні Андерсен написав роман «Пісні Сванте», про шведського цинічного напівпияку Сванте. «Пісні Сванте», в які входила низка пісень, і які письменник записав на плівку разом з Поулем Діссінгом, мали успіх як серед читачів, так і серед критиків. Більше року альбом з піснями перебував в списку хітів радіо Р3, а збірка побила всі рекорди з лірики продажем більше ніж в 57.000 екземплярів. Пісні також містили в собі дуже сумні ноти, які було зумовлено розвитком подій в особистому житті Бенні Андерсена — на той час подружжя розлучилось.
Після «Пісень Сванте» Бенні Андерсен став сучасним поетом, чиї роботи найбільше читають в Данії. За весь час своєї літературної діяльності Б. Андерсен видав численні дитячі книжки, збірки віршів та оповідань, серед яких «Це прибуття і відбуття» 1993, «Світ поза банкою з варенням» 1996 та «Душа маринована» 2001.
Займаючись літературною діяльністю Бенні Андерсен водночас продовжував далі працювати над музикальною кар'єрою разом з Поулем Діссінгом, з котрим він видав низку альбомів, вірші до яких писав сам — «Над мудрими водами» (1981), «Гімни та бур'яни» (1984) та «Понад декількома кордонами» (1988). Разом вони часто гастролювали країною.

### Пізніші роки

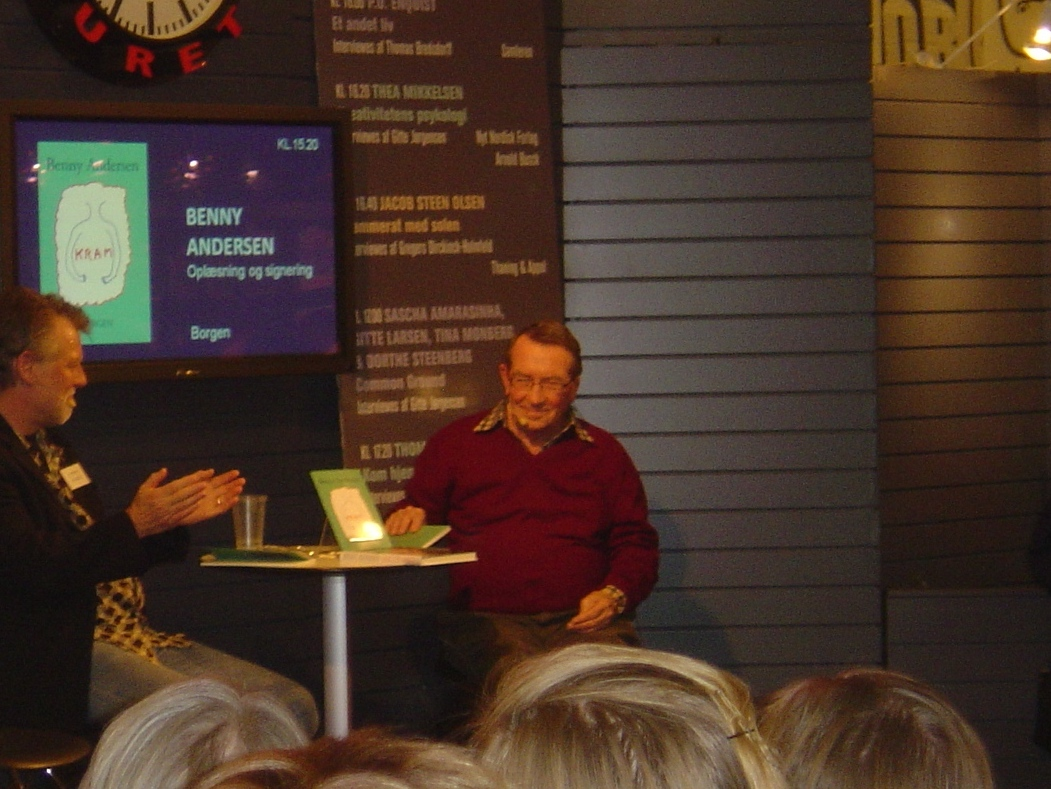

7 листопада 1999 р. в день сімдесятиріччя Бенні Андерсена було організовано ходу зі смолоскипами навпроти Музея Торвальдсена в Копенгагені. Окрім Бенні Андерсенна лише двох данців удостоєно подібною честю: Г. К. Андерсена та Адама Еленшлегера. В листопаді 2013 р. Бенні Андерсен став першим данцем, збірку віршів якого було видано китайською мовою. В 2018 р. в честь Б. Андерсена названо недавно відкритий вид жуків, що вимерли, — Themus bennyianderseni.

## Особисте життя
Першою жінкою Бенні Андерсена була художниця Сіне Плеснер Андерсен, з якою в нього народилося двоє дітей.
З початку 1970-х та до кінця 1990-х Бенні Андерсен жив в м. Йортекер в комуні Люнгбю. Подальшу частину життя і до самої смерті прожив в м. Соргенфрі.
Протягом багатьох років Бенні Андерсен був одружений з Сінфією Розаліною, матір'ю Марії Брамсен (відомою завдяки данській музичній групі Tøsedrengene). Сінфія народилась на Барбадосі, де пара часто проводила зиму.
До останніх днів свого життя поет був одружений на Елізабет Емер. Подружжя часто бувало влітку на о. Борнхольм, де в честь його імені в м. Естермаріе названо вулицю.

## Смерть

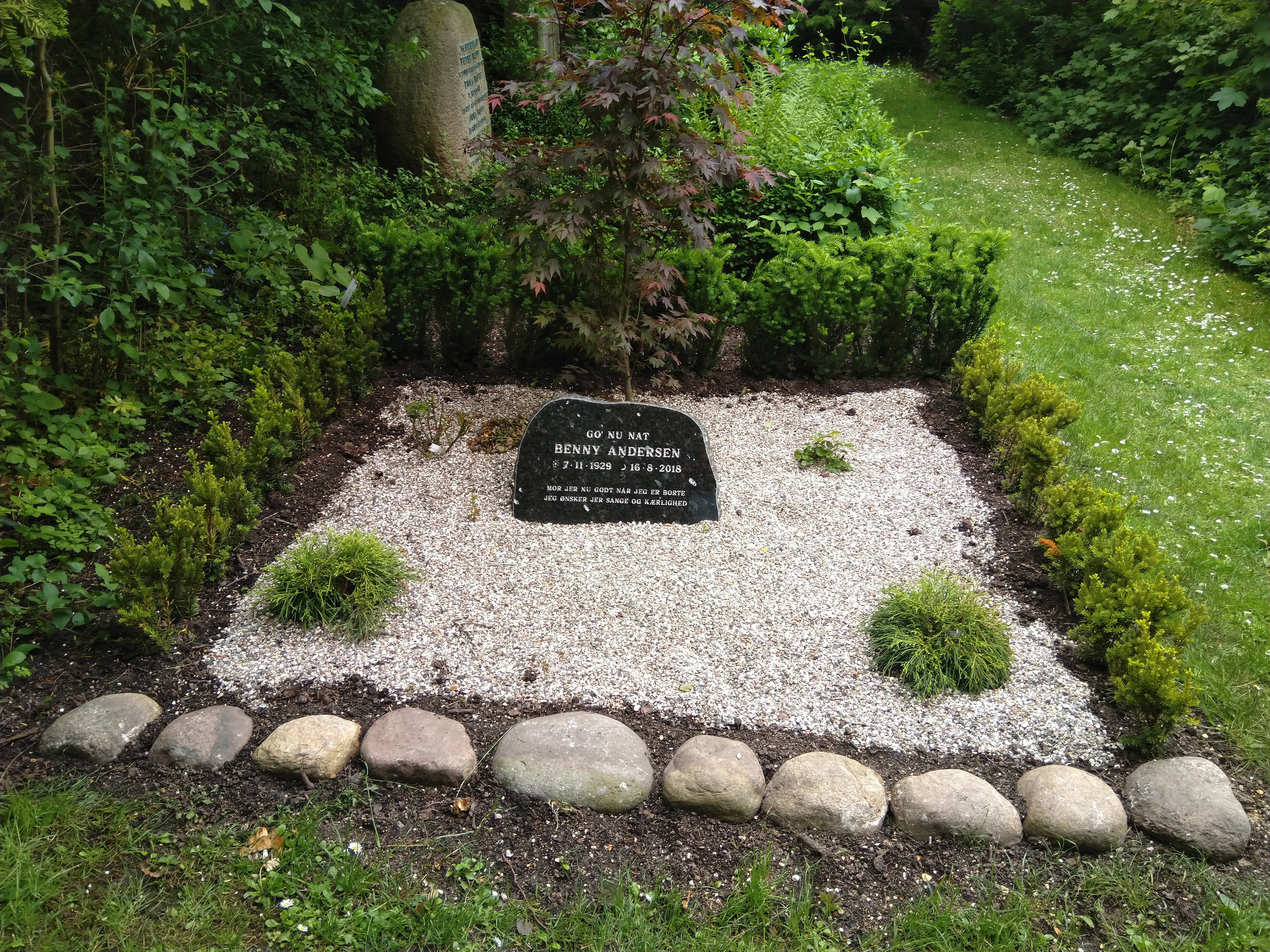

17 серпня 2018 року дружина Бенні Андерсена, Елізабет Емер, повідомила, що поет помер днем раніше, 16-го серпня 2018 р, заснувши в себе дома в їхньому спільному будинку в м. Соргенфрі. Дружина тримала свого чоловіка за руку до останньої хвилини його життя. Бенні Андерсена поховано на кладовищі Ассистенс.

## Нагорода імені Бенні Андерсена
Нагороду імені Бенні Андерсена вручають на Дитячій конференції, присвяченій роботі з соціально незахищеними дітьми. За роки свого життя письменник особисто вручав свою премію. Група експертів складається з колишнього голови Дитячої ради, професора Пера Шульца, та низки інших дослідників літератури, включаючи директора «Фонд Мері» та генерального секретаря «Врятуймо дітей».

## Бібліография
- Den musikalske ål (digte), 1961.
- Kamera med køkkenadgang (digte), 1962.
- Bukserne, 1963.
- Nikke Nikke Nambo og andre danske børnerim og remser, 1963.
- Smil (digte) 1964
- Den indre bowlerhat (digte), 1964.
- Snak, hørespil 1965
- Portrætgalleri (digte), 1966.
- Et lykkeligt menneske, 1968.
- Hikke (novelle) 1968
- Det sidste øh og andre digte (digte), 1969.
- Lejemorderen, hørespil 1969
- Her i reservatet (digte), 1971.
- Svantes viser (digte), 1972.
- Personlige papirer (digte), 1974
- Under begge øjne (digte), 1978
- Himmelspræt (eller kunsten at komme til verden) (digte), 1979
- Tiden og storken (digte), 1985.
- H.C. Andersens land (digte), 1985.
- Chagall og skorpiondans (digte), 1991.
- Denne kommen og gåen (digte), 1993.
- Mit liv som indvandrer (digte), 1993
- Verdensborger i Danmark (digte), 1995.
- Verden udenfor syltetøjsglasset (digte), 1996.
- Sjælen marineret (digte), 2001.
- Svantes lykkelige dag, 2003.
- Samlede noveller (noveller), 2003.
- Spredte digte (digte), 2005.
- Den Vilde Ungdom (digte), 2005.
- Kram (digte), 2009